# Mwenge (Dar es Salaam)
Mwenge è un villaggio makonde della Tanzania. Si trova all'interno del territorio della città di Dar es Salaam, a nord del centro, sulla strada per Bagamoyo. Vi si trova un rinomato mercato di prodotti di artigianato in ebano, frequentato sia dai turisti che da rivenditori che operano sia in Tanzania che a Nairobi e altrove.